# Earl of Mar

Ursprüngliches Wappen der Earls of Mar

Earl of Mar ist ein erblicher britischer Adelstitel, der insgesamt siebenmal in Peerage of Scotland verliehen wurde.
Im Mittelalter wurde der frühe Titel synonym auch Mormaer of Mar genannt. Das Earldom of Mar erstreckte sich in etwa über das Gebiet des heutigen Area Committee Marr in Aberdeenshire. Sein wichtigster Sitz war lange Zeit Kildrummy Castle.
Eine Besonderheit ist, dass es seit einem Rechtsstreit im 19. Jahrhundert zwei parallele Titel eines Earl of Mar gibt, deren Verleihung rückwirkend auf die Jahre 1404 bzw. 1565 festgelegt wurde. Die Earls of Mar zwischen 1565 und 1836 hatten beide Titel – zu ihrer Zeit „unerkannt“ – in Personalunion inne.

## Frühe Quellen und erste Schaffung
Als erster Mormaer/Earl of Mar galt lange Zeit Ruadrí, erstmals 1114/15 als Zeuge in der Gründungsurkunde von Scone Abbey genannt wird. Er wird um 1131 auch im Book of Deer erwähnt. Die moderne Geschichtswissenschaft konnte vermutlich mit Muirchertach (latinisiert: Martachus) und Gartnait (auch: Gratnach) noch frühere Mormaers of Mar ausmachen. Sie werden in Urkunden des Königs Malcolm III. im Zusammenhang mit Culdeer bzw. Alexander I. erwähnt. Eine zweifelsfreie Zuordnung ist allerdings schwierig. In den Irischen Annalen findet sich bei der Beschreibung der Schlacht von Clontarf ein Hinweis auf einen „Domnall, Sohn von Eimen, Sohn von Cainnech, Mormaer of Mar in Alba“ unter den getöteten Begleitern von Brian Boru.
Die ersten Sitze der Mormaers of Mar waren Migvie Castle und Doune of Invernochty. Das Mormaertum wechselte vermutlich zu Beginn zwischen zwei verschiedenen Gruppen, die eine repräsentiert von Morggán, die andere repräsentiert von Gille Críst. Nachdem Donnchadh, ein Nachkomme von Morggán, sein Erbe angetreten hatte, scheint es zum Streit zwischen den beiden Linien gekommen zu sein. Das Land wurde in der Folge in zwei eigenständige Herrschaften aufgeteilt. Während Donnchadh den Titel behielt und das reichere und militärisch nutzbarere Hochland behauptete, fielen Thomas de Lundin, einem Nachfahren von Gille Críst über die weibliche Linie, die niedriger gelegenen und landwirtschaftlich nutzbaren Küstengebiete zu.
In der zweiten Hälfte des 13. Jahrhunderts, wahrscheinlich nach 1260, ließ Uilleam, Mormaer von Mar, mit königlicher Unterstützung Kildrummy Castle errichten, das strategisch bedeutend günstiger lag als das Doune of Invernochty und wichtige Wege aus dem Süden in die Regionen Moray und Buchan kontrollieren und dadurch die Herrschaft der Mormaers of Mar (und damit auch der Könige) sichern sollte. 
Domhnall II. erlangte 1320 über seine Ehefrau den Titel Lord of Garioch, der dem Earl of Mar seitdem als nachgestellter Titel beigeordnet ist. Diese erste Reihe von Mormaers erlosch in der männlichen Linie mit Thomas, 9. Earl of Mar, der 1374 kinderlos starb. Der Titel wurde iure uxoris von William Douglas, 1. Earl of Douglas weiter getragen.

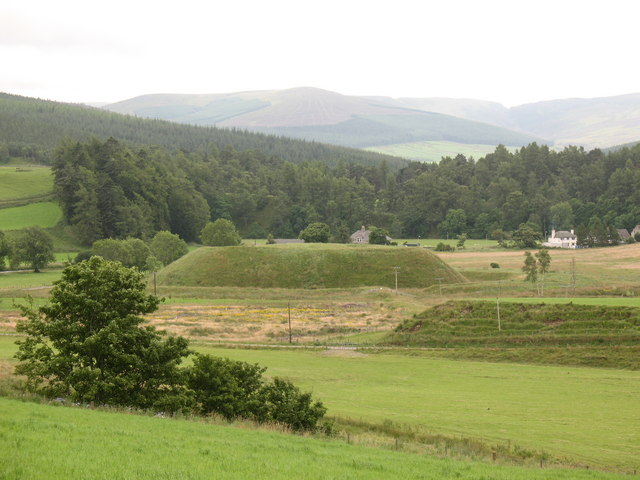
Doune of Invernochty
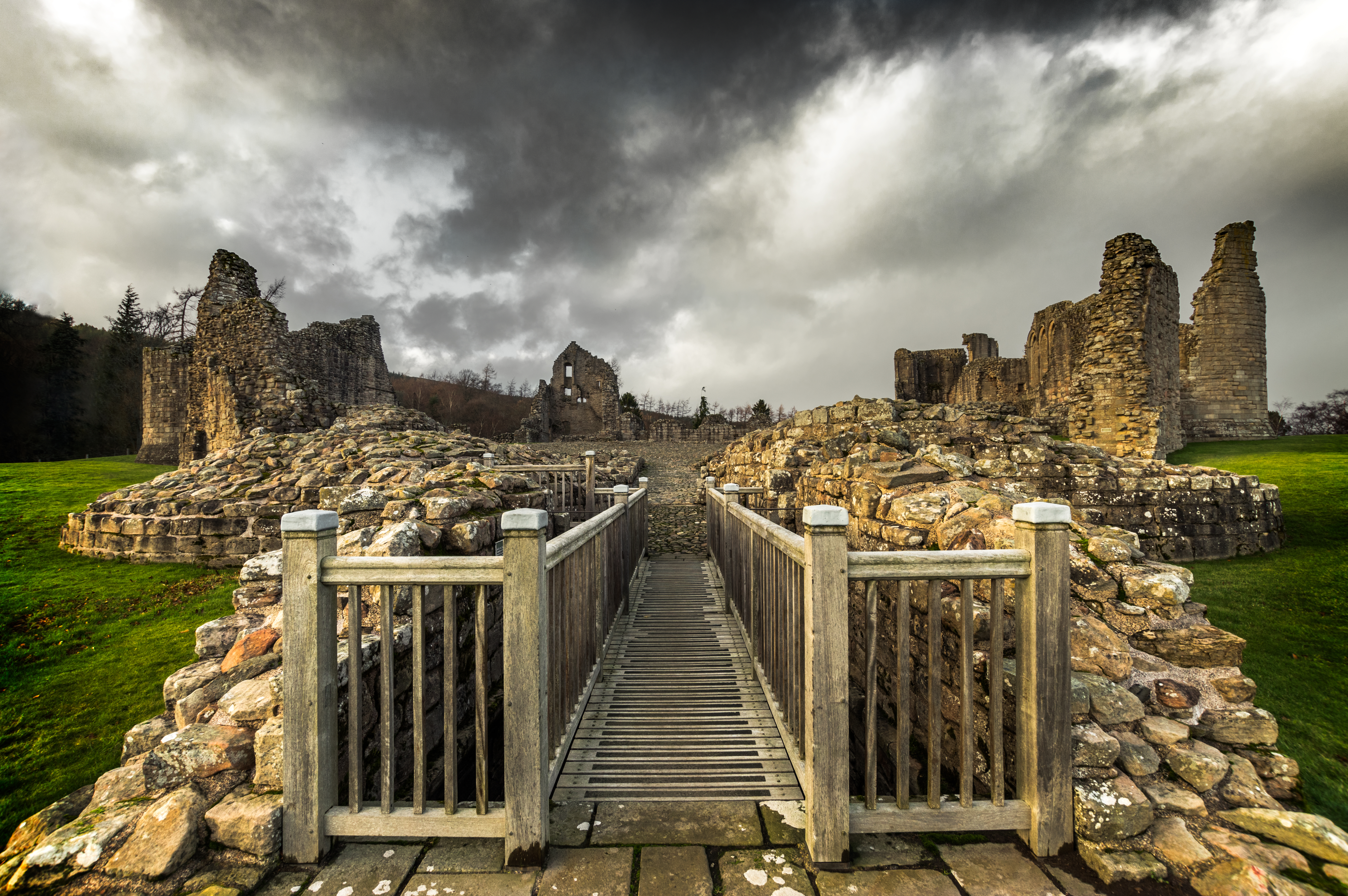
Kildrummy Castle

## 15. – 18. Jahrhundert

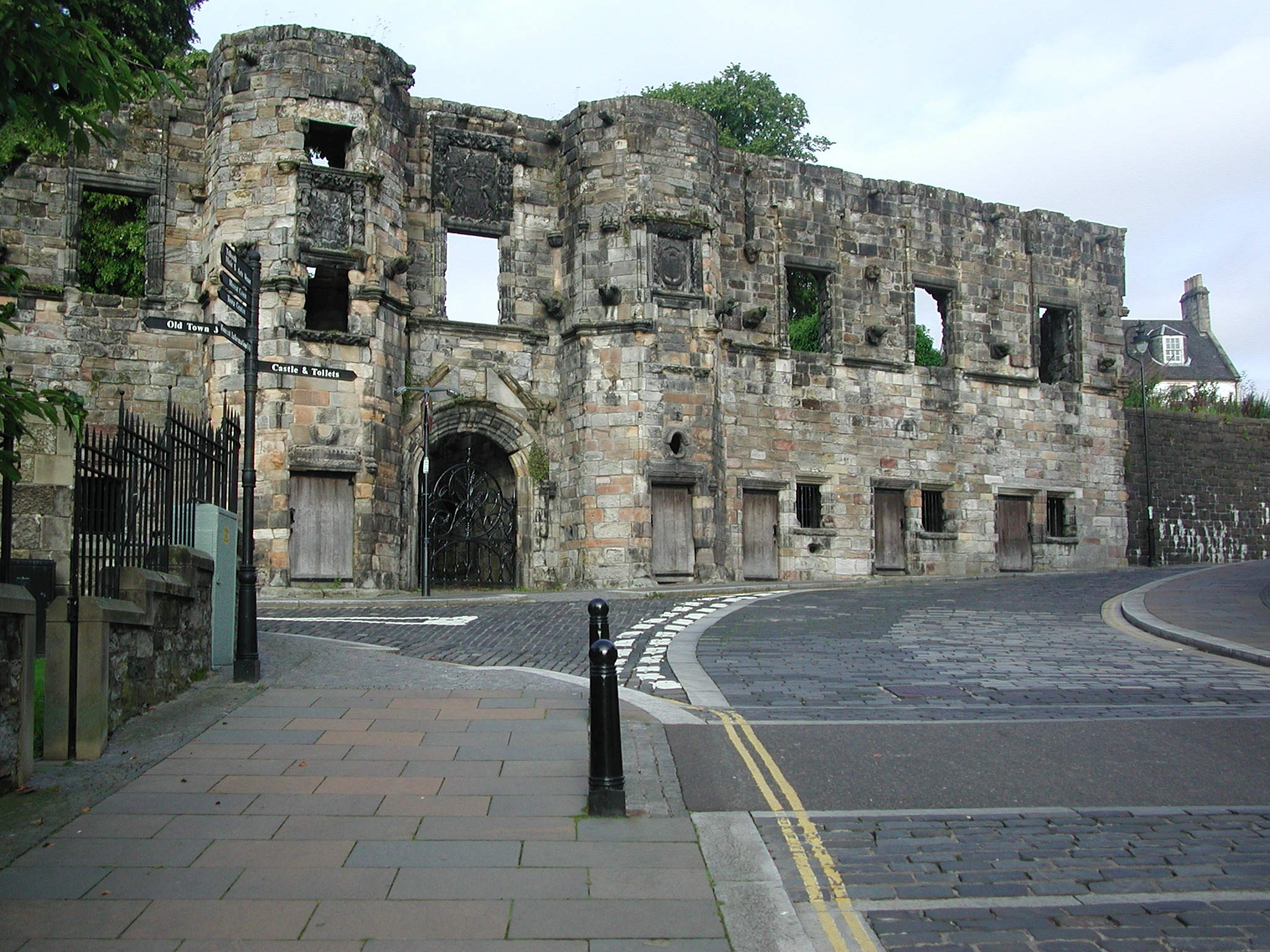
Mars Wark, ein Anwesen im Besitz der Earls of Mar, am Zugang von Stirling Castle gelegen. Die Earls of Mar beherrschten die Burg in der Mitte des 16. Jahrhunderts.

Die zunächst letzte legitime Trägerin des ersten Titels war Isabel Douglas, 11. Countess of Mar. Sie heiratete am 9. Dezember 1404 Alexander Stewart, welcher nach der offiziellen Bestätigung durch die Krone 1405 den Titel iure uxoris führte. Widerrechtlich führte Alexander Stewart den Titel auch nach Isabels kinderlosem Tod im Jahr 1408 weiter; erst 1426 gab er den Titel zurück, damit König Jakob I. ihm diesen – mit neuen Rechten versehen – wieder verleihen konnte. Dies geschah am 28. Mai 1426 mit der besonderen Verfügung, dass der Titel „Earl of Mar“ in Ermangelung legitimer männlicher Nachkommen auch an dessen unehelichen Sohn Thomas fallen könne, der aber 1435 kurz vor seinem Vater kinderlos starb.
Da Stewart keine weiteren legitimen Söhne hinterließ, zog König Jakob I. den Titel einschließlich der dazugehörigen Ländereien bei Stewarts Tod 1435 ein. Bald darauf kam es zu einem Rechtsstreit zwischen König Jakob II. und Robert Erskine, 1. Lord Erskine. Letzterer war über seine Mutter ein Nachfahre von Gartnait, 7. Earl of Mar und daher der legitime Titelerbe nach Isabel Douglas. Der König setzte sich schließlich über die Ansprüche von Lord Erskine hinweg und machte seinen jüngsten Sohn John Stewart, der allerdings 1479 noch vor seinem Vater kinderlos starb, zum neuen Earl of Mar. Ihm folgte im Januar 1483 der zweitälteste Sohn von Jakob II., Alexander Stewart, dessen Titel allerdings noch im gleichen Jahr aufgrund seiner Allianz mit den Engländern gegen seinen Vater eingezogen wurden.
Am 2. März 1486 ernannte Jakob III. seinen Sohn John Stewart zum Earl of Mar, aber auch diese Verleihung währte nur bis zu dessen kinderlosen Tod im Jahr 1503. Die sechste Verleihung erfolgte dann erst im Jahre 1562 an James Stewart, dem illegitimen Sohn von Jakob V. Dieser rebellierte 1565 gegen Maria Stuart, die als Reaktion den Titelanspruch von John Erskine, dem Nachfahren von Robert Erskine, anerkannte.
Sein Nachfahre John Erskine, 23. Earl of Mar, rebellierte im Rahmen des Jakobitenaufstands von 1715 gegen die Krone und verlor den Titel „Earl of Mar“ in der Folge 1716 durch Parlamentsbeschluss. Der Titel war daraufhin für über ein Jahrhundert vakant.

## 19. Jahrhundert
Im Jahre 1824 wurde das Earldom schließlich durch Beschluss des Parlaments wiederhergestellt und an John Francis Erskine, einem Nachfahren des 1716 geächteten Earls, verliehen. Sein Enkel John Francis Miller Erskine konnte 1835 auch die Erbschaft des Titels Earl of Kellie erfolgreich für sich beanspruchen. Nach seinem kinderlosen Tod wurden die Titel der Familie (Earl of Mar und Earl of Kellie) zwischen zwei Zweigen der Familie geteilt. Während der Cousin (Sohn eines Onkels) des Verstorbenen, Walter Coningsby Erskine, und nach ihm seine Erben, den Titel „Earl of Kellie“ weitertragen sollten, ging der Titel „Earl of Mar“ an den Neffen (Sohn der Schwester), John Francis Erskine Goodeve-Erskine. Letzterer änderte seinen Namen in John Goodeve-Erskine.

### Rechtsstreit um den Earl of Mar
John Goodeve-Erskine wurde in seinen Ansprüchen zunächst anerkannt und nahm als Earl of Mar die parlamentarischen Aufgaben eines Peers of Scotland war. Nichtsdestoweniger reichte Walter Erskine bald eine Petition beim House of Lords vor dem Committee on Privileges ein, dass ihm neben dem Earl of Kellie auch der Earl of Mar zugesprochen werden müsse.
Die Petition stützte sich dabei auf folgende Argumente:
1. Das ursprüngliche Earldom of Mar war als ein territoriales Earldom „untrennbar“ mit dem dazugehörigen Land verbunden.
2. Alexander Stewart erhielt seinerzeit eine eigenständige Zuerkennung des Titels und führte diesen nicht aus dem Recht seiner Frau. Das zugehörige Land fiel nach seinem Tod ebenfalls an die Krone und wurde anderweitig vergeben.
3. Weil das ursprüngliche Earldom untrennbar mit dem Land verbunden war, musste mit dem Verlust des Landes automatisch auch der Titel verloren gegangen sein.
4. Da das ursprüngliche Earldom somit nicht mehr existierte, war der 1565 verliehene Titel keine Wiederherstellung des zuvor bereits bestehenden, sondern vielmehr ein neu geschaffener.
5. Da die Urkunde der Verleihung von 1565 nicht erhalten ist, muss davon ausgegangen werden, dass der üblichen Regelung entsprechend nur männliche Erben für den Titel erbfolgeberechtigt sind und nicht generell alle Erben.[3]

Goodeve-Erskine verteidigte sich gegen diese Interpretation, indem er eigene Argumente für seinen Titelanspruch vorbrachte:
1. Alexander Stewart, der sich widerrechtlich in den Besitz des Landes gesetzt hatte, wurde von Jakob I. in einem ebenso widerrechtlichen, tyrannischen Akt seines Landes enteignet. Eigentlich hätte das Land unter der Verfügungsgewalt von Robert, Lord Erskine stehen müssen.
2. Die „wahren“ Earls of Mar hätten diese doppelte Enteignung (durch Alexander Stewart und Jakob II.) niemals anerkannt.
3. Die Verleihung von 1565 durch Maria Stuart war daher keine neue Schaffung, sondern vielmehr eine Wiederherstellung alter Rechte.
4. Da der Titel somit die Wiederherstellung eines alten territorialen Titels war, könne er an alle Erben – auch weibliche – weitergegeben werden.

Das House of Lords Committee on Privileges entschied 1875, zu allgemeiner Unzufriedenheit, dass das Earldom am 20. Juli 1565 tatsächlich neu geschaffen worden war. Daher könne der Titel nur innerhalb der männlichen Linie weitergegeben werden, und der Earl of Kellie sei damit auch als Earl of Mar einzusetzen. Der Lordkanzler Roundell Palmer ließ erklären, dieses Urteil sei, egal ob richtig oder falsch, endgültig und dürfe nicht hinterfragt werden.
Die Stimmen, die die Entscheidung des Komitees als Fehlentscheidung ansahen, mehrten sich in den folgenden Jahren. 1885 wurde schließlich der „Earldom of Mar Restitution Act“ ohne Gegenstimmen im Parlament beschlossen. Dieser erklärte, dass man auf Grund der Zweifel an den Umständen der Titelverleihung von 1565 davon ausgehen müsse, dass es tatsächlich zwei Earls of Mar gebe. Das 1565 neu geschaffene Earldom solle weiterhin beim Earl of Kellie und seinen männlichen Erben verbleiben. Nichtsdestoweniger existiere das territoriale Earldom of Mar ebenfalls noch und werde von John Goodeve-Erskine und seinen Erben geführt. Um eventuelle Fragen bezüglich des Vorrangs zu klären, wurde das Jahr 1404 (also das Jahr der widerrechtlichen Titelaneignung durch Alexander Stewart) formal zum Jahr der Schaffung des an Goodeve-Erskine verliehenen Titels erklärt. Seit diesem Gesetzesakt führen also zwei Familien rechtmäßig den Titel „Earl of Mar“.

## Liste der Mormaers und Earls of Mar

### Die frühen Mormaers of Mar
Namen, Reihenfolge und Zeiten sind historisch nicht eindeutig belegbar.
- Melbridga (um 890)
- Cainnech (?)
- Emin (oder Emkin, Eimen) MacCainnech (vor 1014)
- Domhnall (oder Donald) MacEmin († 1014), fiel bei der Schlacht von Clontarf
- Muirchertach (um 1065–1115)
- Gratnach (oder Gartnait, Gratney) (?)

### Die frühen Earls of Mar (um 1114)
- Ruadrí, 1. Earl of Mar († nach 1136)
- Morggán, 2. Earl of Mar († vor 1183)
- Gille Críst, 3. Earl of Mar († zwischen 1203 und 1211)
- Donnchadh, 4. Earl of Mar († um 1244)
- Uilleam, 5. Earl of Mar († um 1276)
- Domhnall, 6. Earl of Mar († um 1297)
- Gartnait, 7. Earl of Mar († um 1305)
- Domhnall, 8. Earl of Mar († 1332)
- Thomas, 9. Earl of Mar († 1374)
- Margaret, 10. Countess of Mar († um 1391) ⚭ William Douglas, 1. Earl of Douglas, iure uxoris 10. Earl of Mar (1327–1384)
  - James Douglas, 2. Earl of Douglas, iure matris 10. Earl of Mar (1358–1388)
- Isabel Douglas, 11. Countess of Mar (um 1360–1408) ⚭ Alexander Stewart († 1435), 1404–1408 iure uxoris 11. Earl of Mar; danach bis 1426 illegitim 12. Earl of Mar; ab 1426 offiziell 1. Earl of Mar (zweiter Verleihung).

### Earl of Mar, erste Verleihung (1404)
Diese Verleihung wurde 1885 durch den „Earldom of Mar Restitution Act“ begründet. Sie stellt im Grunde eine Fortsetzung des vorherigen Titels dar, weshalb die übliche Ordnungszahl die Zählung seit 1114 fortsetzt, je nachdem ob dabei der illegitime 12. Earl Alexander Stewart mitgezählt wird oder nicht, wird Robert Erskine als 13. oder 12. Earl gezählt. Alternativ wird die Zählung ab 1404 mit Robert Erskine als 1. Earl neu begonnen. Die aktuelle Titelinhaberin kann insofern als 31., 30. oder 19. Countess gezählt werden. Die folgende Liste folgt der erstgenannten Zählungsvariante. Personen, die den Titel „Earl of Mar“ erst posthum zuerkannt bekamen, sind mit de iure gekennzeichnet.
- Robert Erskine, 1. Lord Erskine, de iure 13. Earl of Mar († 1453)
- Thomas Erskine, 2. Lord Erskine, de iure 14. Earl of Mar († 1494)
- Alexander Erskine, 3. Lord Erskine, de iure 15. Earl of Mar († 1510)
- Robert Erskine, 4. Lord Erskine, de iure 16. Earl of Mar († 1513)
- John Erskine, 5. Lord Erskine, de iure 17. Earl of Mar († 1552)
- John Erskine, 18. Earl of Mar, de iure 1. Earl of Mar († 1572) (Titel zuerkannt 1565; zugleich de iure 1. Earl of Mar siebter Verleihung)
- John Erskine, 19. Earl of Mar, de iure 2. Earl of Mar (um 1558–1634)
- John Erskine, 20. Earl of Mar, de iure 3. Earl of Mar (um 1585–1654)
- John Erskine, 21. Earl of Mar, de iure 4. Earl of Mar († 1668)
- Charles Erskine, 22. Earl of Mar, de iure 5. Earl of Mar (1650–1689)
- John Erskine, 23. Earl of Mar, de iure 6. Earl of Mar (1675–1732) (Titel verwirkt 1716)
- John Erskine, 24. Earl of Mar, de iure 7. Earl of Mar (1741–1825) (Titel wiederhergestellt 1824)
- John Erskine, 25. Earl of Mar, de iure 8. Earl of Mar (1772–1828)
- John Erskine, 26. Earl of Mar, 11. Earl of Kellie, de iure 9. Earl of Mar (1795–1866)
- John Goodeve-Erskine, 27. Earl of Mar (1836–1930) (Titel 1885 anerkannt)
- John Goodeve-Erskine, 28. Earl of Mar (1868–1932)
- Lionel Erskine-Young, 29. Earl of Mar (1891–1965)
- James of Mar, 30. Earl of Mar (1914–1975)
- Margaret of Mar, 31. Countess of Mar (* 1940)

Titelerbe (Heir Apparent) ist die älteste Tochter der aktuellen Countess, Susan of Mar, Mistress of Mar (* 1963).

### Earl of Mar, zweite Verleihung (1426)
- Alexander Stewart, 1. Earl of Mar († 1435)

### Earl of Mar, dritte Verleihung (1459)
- John Stewart, 1. Earl of Mar († 1479)

### Earl of Mar, vierte Verleihung (1483)
- Alexander Stewart, 1. Duke of Albany, 1. Earl of Mar (um 1454–1485), das Earldom wurde noch im Jahr der Verleihung wieder eingezogen

### Earl of Mar, fünfte Verleihung (1486)
- John Stewart, 1. Earl of Mar († 1503)

### Earl of Mar, sechste Verleihung (1562)
- James Stewart, 1. Earl of Moray, 1. Earl of Mar († 1570), verzichtete 1562 auf das Earldom Mar

### Earl of Mar, siebte Verleihung (1565)
Diese Verleihung wurde 1875 durch das House of Lords Committee on Privileges rückwirkend begründet. Personen, die einen der beiden Titel „Earl of Mar“ erst posthum zuerkannt bekamen, sind mit de iure gekennzeichnet.
- John Erskine, 18. Earl of Mar, de iure 1. Earl of Mar († 1572)
- John Erskine, 19. Earl of Mar, de iure 2. Earl of Mar (um 1558–1634)
- John Erskine, 20. Earl of Mar, de iure 3. Earl of Mar (um 1585–1654)
- John Erskine, 21. Earl of Mar, de iure 4. Earl of Mar († 1668)
- Charles Erskine, 22. Earl of Mar, de iure 5. Earl of Mar (1650–1689)
- John Erskine, 23. Earl of Mar, de iure 6. Earl of Mar (1675–1732) (Titel verwirkt 1716)
- John Erskine, 24. Earl of Mar, de iure 7. Earl of Mar (1741–1825)
- John Erskine, 25. Earl of Mar, de iure 8. Earl of Mar (1772–1828)
- John Erskine, 26. Earl of Mar, 11. Earl of Kellie, de iure 9. Earl of Mar (1795–1866)
- Walter Erskine, 12. Earl of Kellie, de iure 10. Earl of Mar (1810–1872) (verstarb vor der Entscheidung des Rechtsstreits)
- Walter Erskine, 11. Earl of Mar, 13. Earl of Kellie (1839–1888) (Titel 1875 bestätigt)
- Walter Erskine, 12. Earl of Mar, 14. Earl of Kellie (1865–1955)
- John Erskine, 13. Earl of Mar, 15. Earl of Kellie (1921–1993)
- James Erskine, 14. Earl of Mar, 16. Earl of Kellie (* 1949)

Titelerbe (Heir Presumptive) ist der Bruder des aktuellen Earls, Alexander David Erskine (* 1952).

## Rezeption
- Die von Francis James Child im späten 19. Jahrhundert aufgezeichnete Ballade „The Earl of Mar’s Daughter“ behandelt den Adelstitel zumindest dem Namen nach.[4]

- Die Band Genesis veröffentlichte auf ihrem Album Wind & Wuthering den Song „Eleventh Earl of Mar“, in dem der gescheiterte Feldzug der Jakobiten und das Schicksal des Sohnes von John Erskine, 23. Earl of Mar besungen wird.[5]